# 2B11 Sani

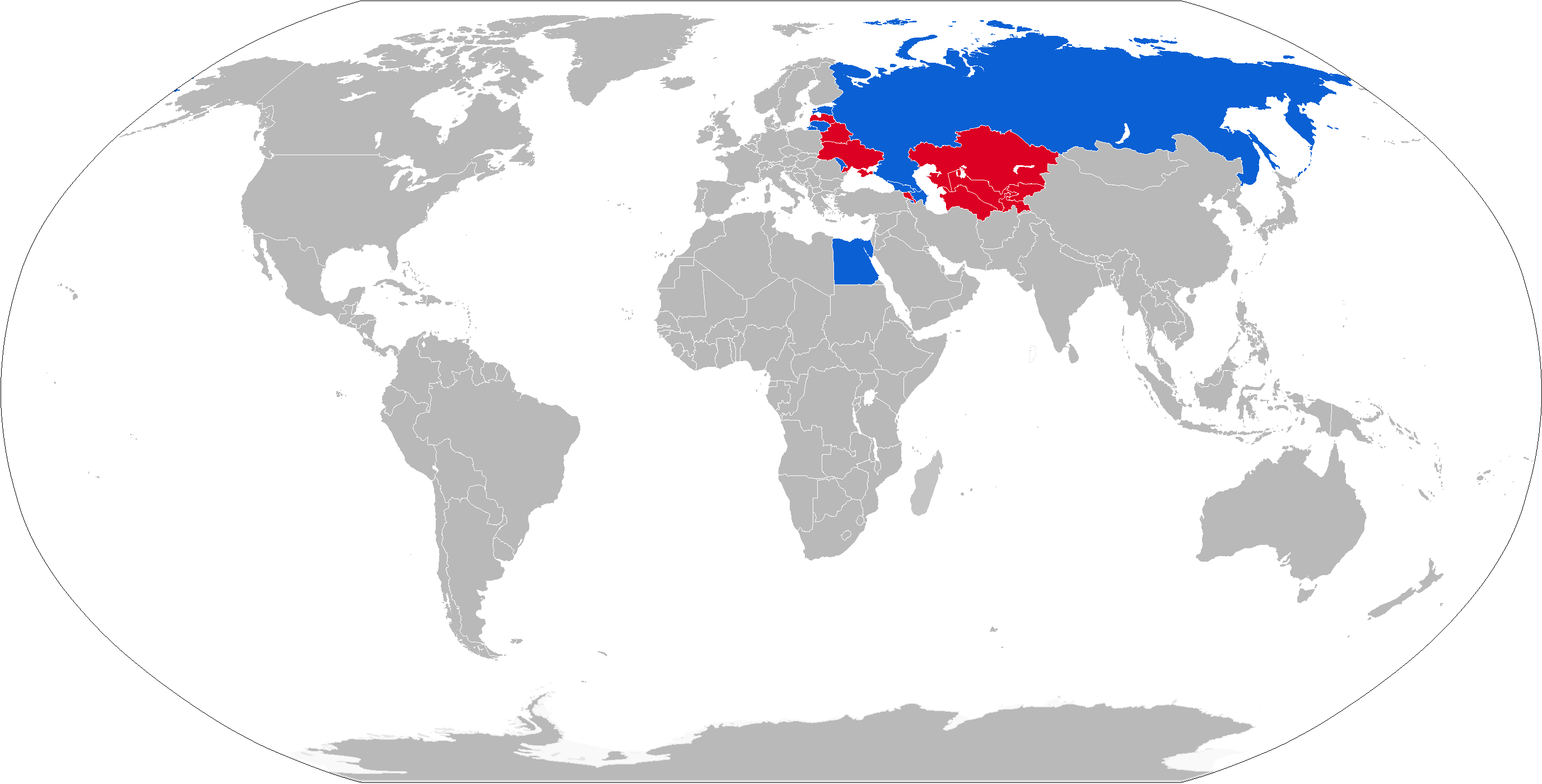
Mapa amb els estats que operen el 2B11 Sani, en blau els actuals i en vermell els antics.

El 2B11 Sani és un morter de 120 mm. desenvolupat a la Unió Soviètica el 1981 i posteriorment va ser introduït a l'Exèrcit Roig. El disseny bàsic del 2B11 va ser extret del clàssic morter de 120 mm Model 43, i va incorporar alguns canvis per a fer el morter menys pesant.
La peça de morter pot acoblar-se a un eix amb rodes que permet ser remolcat per vehicles a motor, s'anomena 2S12 Sani.
El 2B11 ha proliferat en altres països, principalment a causa del col·lapse de la Unió Soviètica.

## Operadors

### Operadors actuals
- Azerbaidjan[1]
- Geòrgia[3]
- Costa d'Ivori[4]
- Egipte[1]
- Estònia[1]
- Letònia
- Lituània[1]
- Polònia[1]
- Rússia

### Antics operadors
- República de Moldàvia
- Unió Soviètica